# Lithops coleorum
Lithops coleorum  S.A.Hammer & Uijs è una piccola pianta succulenta appartenente alla famiglia delle Aizoacee, originaria del Sudafrica.